# گمینا روزپژا
گمینا روزپژا (به لهستانی:  Gmina Rozprza) یک گمینا در لهستان است که در شهرستان پیوترکوف واقع شده‌است. گمینا روزپژا ۱۶۲٫۵ کیلومتر مربع مساحت و ۱۲٬۰۳۹ نفر جمعیت دارد.